# 沼田弥一
沼田 弥一（ぬまた やいち、1951年6月29日 - ）は、福島県表郷村出身の元競輪選手。

## 来歴
福島県立白河実業高等学校を経て、ブリヂストンサイクル在籍時代の1972年、ミュンヘンオリンピックに出場。
- スプリントは第1次予選敗者復活戦敗退。
- 長義和とのコンビで挑んだタンデムでは予選敗者復活戦の2本目棄権敗退。

1973年、日本競輪学校第33期生となる。在校競走成績第1位。
1974年6月15日、いわき平競輪場でデビューし1着。その後2戦も勝利し、デビュー場所で完全優勝を果たした。
1975年度、最優秀新人選手を受賞。
1976年、全日本新人王戦 決勝5着。
2000年12月18日、選手登録削除。通算戦績2113戦173勝。